# ناحیه باچکای غربی
ناحیه باچکای غربی (به صربی: West Bačka District) یک روستا در صربستان است که در استان خودمختار وویوودینا واقع شده‌است. ناحیه باچکای غربی ۲٬۴۲۰ کیلومتر مربع مساحت و ۱۸۸٬۰۸۷ نفر جمعیت دارد.